# Stanisław Pilat (pisarz)

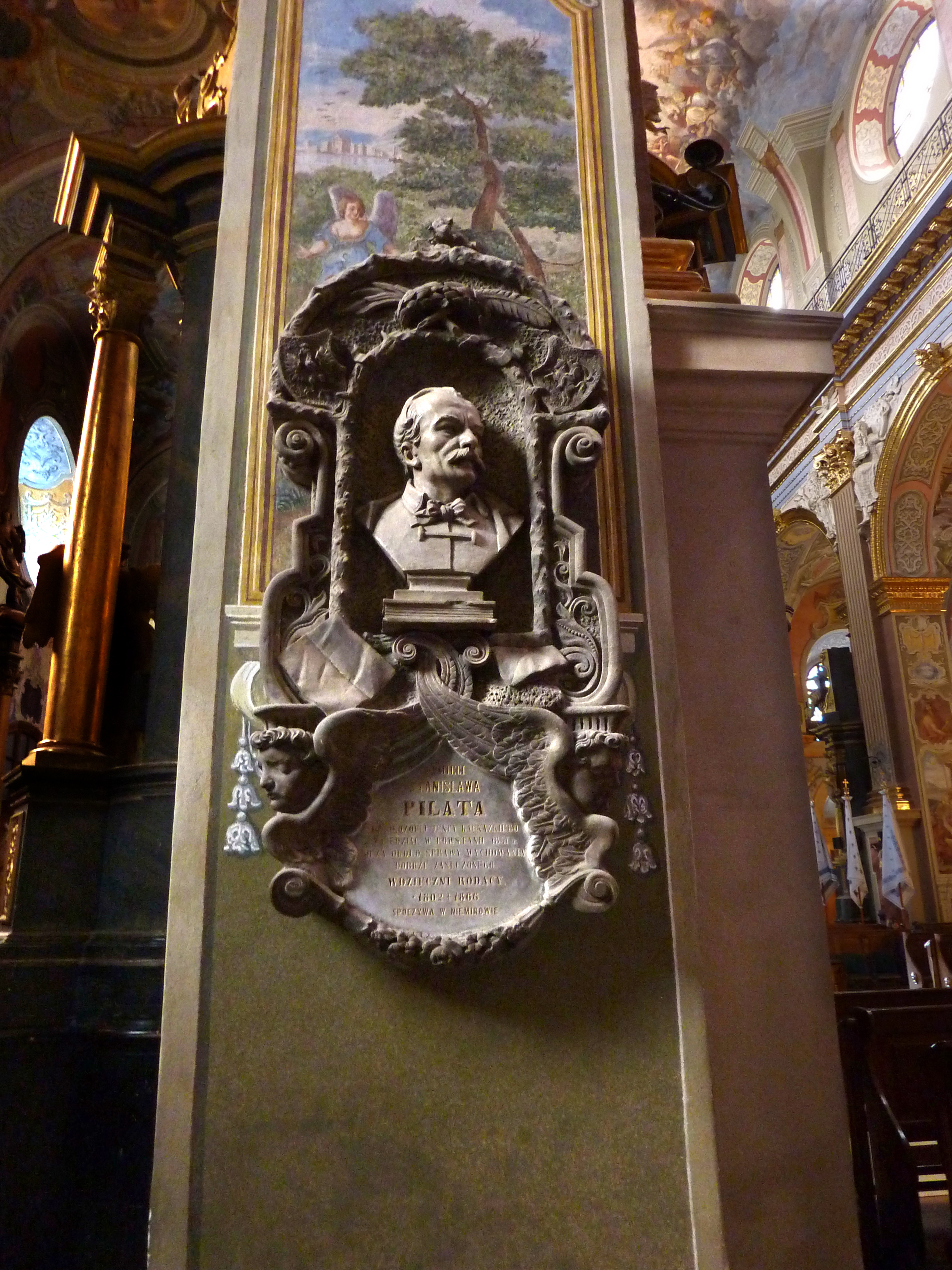
Tablica we lwowskim kościele OO. Bernardynów

Stanisław Pilat, krypt. St.P., W., dr S.P. (ur. 1802 w Krasnymstawie, ochrzcz. 7 września 1802, zm. 13 sierpnia 1866 w Niemirowie) – polski pisarz, pedagog, działacz kulturalny.
Był synem Józefa (w akcie chrztu zapisano nazwisko "Piłat") i Wiktorii z Wesołowskich. W czasie studiów we Lwowie (przełom lat 20. i 30. XIX wieku) próbował swoich sił jako literat, działał w kółkach studenckich, nawiązał przyjaźń m.in. z Wincentym Polem; zajmował się tłumaczeniem na język niemiecki utworów Mickiewicza (Dziady, Oda do młodości), ale przekłady te nie zachowały się. Brał udział w powstaniu listopadowym; trafił do niewoli rosyjskiej, lata 1832–1835 spędził na przymusowej służbie w armii rosyjskiej. Został zwolniony w 1835 dzięki staraniom przyjaciół; podjął wówczas pracę domowego nauczyciela Władysława Sanguszki w Gumniskach pod Tarnowem. W 1848 wszedł w skład Rady Narodowej we Lwowie.
W lipcu 1849 obronił na Uniwersytecie Jagiellońskim doktorat filozofii (na podstawie pracy O stylu) i wkrótce (około 1850) otworzył we Lwowie prywatny zakład wychowawczy dla chłopców; placówka ta, którą Pilat prowadził do końca życia, cieszyła się dobrą renomą. Poza pracą pedagogiczną Pilat udzielał się w organizacjach społecznych i kulturalnych, był członkiem Towarzystwa Gospodarskiego, radnym miasta Lwowa, współorganizatorem uroczystości ku czci Aleksandra Fredry w 1865. W jego domu odbywały się co sobotę wieczorki literackie; utrzymywał kontakty zarówno ze środowiskami postępowymi, jak i zwolennikami pracy organicznej, m.in. Wincentym Polem, Antonim Małeckim, Karolem Szajnochą. Zmarłemu przyjacielowi Pol dedykował Legendę o św. Janie Kantym (1868).
Był autorem dramatów historycznych, rozpraw literaturoznawczych, recenzji literackich i teatralnych. Publikował na łamach "Dziennika Literackiego", "Kółka Rodzinnego", "Nowin", "Czasu", "Tygodnika Naukowego". Ogłosił m.in.:
- Strusiowie (1848, dramat historyczny)[1]
- Zofia Morsztynówna (1852, dramat historyczny)
- Młynarz i kowal (libretto operetki, nie zachowało się)
- Wycieczka w dziedzinę historii literatury ("Dziennik Literacki", 1852)
- Uwagi nad dziejopisarstwem literatury ("Nowiny", 1855)
- Studia estetyczne ("Biblioteka Ossolineum", tom III, 1863)
- Słowo wstępne (w: Pamiętnik Wincentego Pola do literatury polskiej XIX wieku, 1866)[2]

Był dwukrotnie żonaty; pierwsza żona zmarła w lipcu 1842, z drugą żoną – Gertrudą (Rudolfiną) z Gnatkowskich – miał czterech synów i stał się protoplastą znanej lwowskiej rodziny intelektualistów. Synami Stanisława Pilata byli Władysław (socjolog, ekonomista, profesor Politechniki Lwowskiej), Roman (historyk literatury, profesor i rektor Uniwersytetu Lwowskiego) i Tadeusz (prawnik, również profesor i rektor Uniwersytetu Lwowskiego). Czwarty syn nosił prawdopodobnie imię Stanisław, podobnie jak wnuk, profesor chemii Politechniki Lwowskiej, zamordowany w 1941.
Źródła
- Krystyna Poklewska: Stanisław Pilat. W: Polski Słownik Biograficzny. T. XXVI. 1981. Brak numerów stron w książce